# أبيس 6
قرية أبيس 6 هي إحدى القرى التابعة لمركز كفر الدوار في محافظة البحيرة في جمهورية مصر العربية. حسب إحصاءات سنة 2006، بلغ إجمالي السكان في أبيس 6 24464 نسمة، منهم 12478 رجل و11986 امرأة.